# Heal Thyself
Heal Thyself is de zevende aflevering van het vijftiende seizoen van de televisieserie ER, die voor het eerst werd uitgezonden op 13 november 2008.

## Verhaal
Dr. Banfield is aan het joggen als zij bij een rivier uitkomt, daar ziet zij een meisje in het water liggen en probeert samen met de vader haar te redden. Aangekomen op de SEH probeert zij met de artsen uit alle macht haar leven te redden. Deze gebeurtenis brengt een pijnvolle herinnering boven bij dr. Banfield, zij heeft in het verleden haar zoon verloren op de SEH. In een flashback zien wij hoe dr. Greene probeert haar zoon te redden, dit mag helaas niet baten en de zoon sterft onder zijn handen. 
Dr. Gates heeft een dakloze oorlogsveteraan onder behandeling die hij wil helpen. Hij ontdekt al snel dat deze patiënt, tot zijn frustratie, niet zit te wachten voor hulp.
Een student van dr. Rasgotra verliest zijn eerste patiënte op de SEH, en heeft moeite met de afwikkeling door dr. Rasgotra. 

## Rolverdeling

### Hoofdrollen
- Anthony Edwards - Dr. Mark Greene
- Parminder Nagra - Dr. Neela Rasgrota
- John Stamos - Dr. Tony Gates
- Scott Grimes - Dr. Archie Morris
- Angela Bassett - Dr. Cate Banfield
- Courtney B. Vance - Russell Banfield
- Laura Innes - Dr. Kerry Weaver
- Paul McCrane - Dr. Robert Romano
- Leland Orser - Dr. Lucien Dubenko
- Julian Morris - Dr. Andrew Wade
- Emily Rose - Dr. Tracy Martin
- Linda Cardellini - verpleegster Samantha Taggart
- Yvette Freeman - verpleegster Haleh Adams
- Nasim Pedrad - verpleegster Suri
- Louie Liberti - ambulancemedewerker Bardelli
- Emily Wagner - ambulancemedewerker Doris Pickman
- Abraham Benrubi - Jerry Markovic
- Troy Evans - Frank Martin

### Gastrollen (selectie)
- Monique Gabriela Curnen - verpleegster Blanca
- Diana Dill - Bertha Mendenhall
- Dorian Christian Baucum - Max Gonzalez
- Marisa Bernal - Sandra Herrero
- Sal Lopez - Abuelo
- Daylon Adkison - Daryl Banfield